# گرانشکاه
گرانشکاه یا گرانشکاهی عبارت است از فرایندی که طی آن توسط یک حفاظ اثر گرانش زمین بر روی اجسام کم شده یا به کلی حذف شود. اگر چنین چیزی به وجود آید باعث خواهد شد تا وزن اجسام را بتوان کاهش داد. تا کنون آزمون‌های مختلف نشان داده است که چنین چیزی هنوز به وجود نیامده است و در صورت تحقق با اصل هم ارزی و نسبیت عام در تضاد خواهد بود.